# Резолюция 35 на Съвета за сигурност на ООН
Резолюция 35 на Съвета за сигурност на ООН, приета на 3 октомври 1947 г., моли генералния секретар на ООН да свика тричленния комитет, създаден с Резолюция 31, и да предприеме съответните мерки за организиране на неговата работа. Резолюцията приканва тричленния комитет незабавно да пристъпи към изпълнение на възложените му задачи.
Резолюция 35 е приета с мнозинство от 9 гласа, като двама от членовете на Съвета за сигурност – Полша и СССР – гласуват въздържали се.